# پدرا دا گاوا
پدرا دا گاوا (به پرتغالی: Pedra da Gávea) یک کوه در برزیل است که در ریو دو ژانیرو واقع شده‌است. پدرا دا گاوا ۸۴۴ متر بالاتر از سطح دریا واقع شده‌است.